# Taggsporig tråding
Taggsporig tråding (Inocybe calospora) är en svampart som beskrevs av Quél. 1881. Enligt Catalogue of Life ingår Taggsporig tråding i släktet Inocybe,  och familjen Inocybaceae, men enligt Dyntaxa är tillhörigheten istället släktet Inocybe,  och familjen Crepidotaceae. Arten är reproducerande i Sverige. Inga underarter finns listade i Catalogue of Life.